# Beta-lattamasi
Le β-lattamasi sono enzimi (numero EC 3.5.2.6) prodotti da alcuni batteri e responsabili della loro resistenza agli antibiotici β-lattamici come le penicilline, le cefamicine e le cefalosporine (i carbapenemi sono relativamente resistenti alle β-lattamasi). Questi enzimi inattivano l’attività di questi antibiotici idrolizzando la struttura comune a tutti questi: l'anello β-lattamico.
Le β-lattamasi sono capaci di rompere questa struttura rendendo il principio attivo poco funzionale e, di conseguenza, incapace di uccidere il batterio. Il meccanismo di idrolizzazione avviene in due fasi:
1. acilazione (che avviene attraverso l'attacco covalente al β-lattame ad opera della serina70)
2. deacilazione

Acquisendo la capacità di produrre questi enzimi, i batteri diventano resistenti ai farmaci e conoscerne i meccanismi fornisce gli strumenti per lo sviluppo di inibitori e nuovi antibiotici. Il fenomeno dell'antibiotico-resistenza è notevolmente aumentato, soprattutto per colpa dell'abuso e del cattivo uso che ne viene fatto. Pertanto questi farmaci rischiano sempre più di diventare inutili a causa del continuo sviluppo di ceppi batterici resistenti.
I batteri in grado di produrre questo tipo di enzimi sono quelli che posseggono i geni della resistenza a questi antibiotici, questi possono essere acquisiti in due modi:
- trasferimento genico verticale: questo tipo di meccanismo prevede mutazioni spontanee, per le quali il batterio sviluppa questa linea difensiva, che vengono selezionate nel corso dell’evoluzione. Tuttavia questo avviene in maniera molto rara.
- trasferimento genico orizzontale: meccanismo per il quale il gene della resistenza viene acquisito da altri batteri. Questo può avvenire in tre modi:
- coniugazione: un batterio che possiede un plasmide con il gene della resistenza agli antibiotici, si attacca ad un altro battere, facendo sì che il plasmide si replichi nel citoplasma di quest’ultimo che acquista il gene.
- trasduzione: il batterio assume il gene per la resistenza attraverso un fago da cui viene attaccato e che aveva precedentemente attaccato un batterio con quel gene e dal quale lo aveva assimilato replicando il proprio DNA nel suo.
- trasformazione: il gene viene appreso attraverso l’assorbimento da parte di un batterio del materiale genetico di un altro che lo possedeva nel momento in cui questo muore e libera il proprio materiale genetico.

## Inibitori delle β-lattamasi
Per porre rimedio a questo problema di resistenza, insieme agli antibiotici β-lattamici vengono somministrati dei principi attivi capaci di inattivare gli enzimi β-lattamasici: gli inibitori delle β-lattamasi che inibiscono l'attività di tali enzimi.
Esempi di questi inibitori sono:
- l'acido clavulanico che si trova spesso in associazione all'amoxicillina
- il sulbactam che si trova in associazione ad ampicillina
- il tazobactam che si può trovare in molti medicinali in associazione a piperacillina.

Così come i β-lattamici, vengono elaborati da lattamasi β per formare un primo intermedio covalente. A differenza del caso di antibiotici β-lattamici, l'intermedio è molto stabile. La persistenza del legame covalente tra l'inibitore β-lattamasi e il sito di legame β-lattamasi disattiva l'enzima e previene l'elaborazione di antibiotici β-lattamici.